# The Fantastic Water Babes
The Fantastic Water Babes (出水芙蓉S, Chut sui fu yungP) è un film del 2010 scritto e diretto da Jeffrey Lau.

## Trama
Gillian vive a Hong Kong, nell'isola di Cheung Chau, e dopo essere stata lasciata dal fidanzato e sbeffeggiata in pubblico da un'altra ragazza innamorata di lui, Helen, tenta il suicidio. Riemersa in acqua, afferma tuttavia di aver visto la divinità protettrice dell'isola, che a suo dire le avrebbe conferito dei poteri sovrannaturali; gli abitanti di Chaung Chau, affezionati alla ragazza, per evitare che tenti di nuovo un gesto estremo cercano così di assecondarla. Convinta dei propri poteri, Gillian decide di sfidare in una gara di nuoto Helen, e un famoso nuotatore, Chi, le assicura il suo aiuto.
In realtà poco dopo Chi si rimangia la parola data, affermando di avere agito in maniera gentile con lei solo per interesse; Gillian così rapisce Chi rinchiudendolo nella propria valigia e portandolo a Chaung Chau, con lo scopo di allenare lei e le sue amiche, Jade, Florence e Flora, alla competizione. Nel corso dell'allenamento i due progressivamente passano dall'odio all'amore, soprattutto quando Chi capisce che Gillian era stata l'unica a trattarlo con sincerità.
Gillian infine - dopo essere stata spronata da Chi - vince la competizione, grazie anche all'aiuto dell'amico Harly, il quale per aiutare la ragazza nella gara si veste da donna, e dell'anziana ma energica signora Lung. Durante la gara, Gillian riesce davvero a utilizzare i propri poteri sovrannaturali, scoprendo che in realtà li aveva avuti fin dall'inizio. Chi trova infine il modo per dimostrare il proprio amore a Gillian, e incontrandola infine su un treno, dove potrà dichiararle il suo amore.

## Distribuzione
La distribuzione della pellicola, inizialmente prevista per il 2008, è stata in seguito posticipata a causa dello scandalo sessuale che travolse la protagonista, Gillian Chung; la pellicola è stata infine distribuita in Cina a partire dal 6 luglio 2010, mentre in Italia dal 20 novembre 2013 direttamente in DVD, su distribuzione Minerva Pictures.

### Edizione italiana
L'edizione italiana di The Fantastic Water Babes è a cura della Tecnofilm Due; i dialoghi italiani sono di Andrea D'Angeli, mentre la direzione del doppiaggio è di Massimiliano Perrella, assistito da Valentina Perrella. I fonici di doppiaggio e di missaggio sono rispettivamente Simone D'Antonio e Davide De Luca.